# Il bacio dell'angelo caduto
Il bacio dell'angelo caduto (titolo originale: Hush Hush) è il primo romanzo dark fantasy dell'autrice statunitense Becca Fitzpatrick, pubblicato per la prima volta nel 2009. Nel 2010 è uscito il suo seguito, Angeli nell'ombra (Crescendo) seguito nello stesso anno da Sulle ali di un angelo (Silence).
Hush Hush è stato tradotto in spagnolo, danese, francese, olandese, portoghese, turco, svedese, cinese, tedesco e altre lingue.

## Personaggi
Nora Grey: protagonista del libro. È una ragazza introversa, curiosa e intraprendente. Porta a termine ogni idea che si mette in testa, anche se spesso la mettono nei guai. È molto interessata allo studio e meno ai ragazzi, almeno fino a quando non incontra Patch. Nelle sue vene scorre il sangue Nephilim di Chauncey Langeias. Suo padre è morto in una sparatoria, sua madre lavora per una importante casa d'aste e passa molto tempo fuori casa. Ad occuparsi delle faccende domestiche (e a tener d'occhio Nora) ci pensa Dorothea, una donna energica di origini tedesche. Fisicamente è una bellissima ragazza, con freddi occhi grigi, capelli ricci bruno-rossastri (ha i capelli più tendenti verso il colore rosso), labbra carnose, e una cicatrice all'interno del polso destro. È alta un metro e sessantadue, e ha delle belle gambe.
Patch Cipriano: È un angelo caduto, che ha perso le ali perché desiderava diventare umano e stare accanto alla ragazza che amava. Continua a cercare il modo per diventare umano e potrà farlo solo uccidendo un erede del suo vassallo o il vassallo stesso Nefilim. Come ogni angelo caduto, ha due lunghe cicatrici sulla schiena a forma di V capovolta, segno delle ali, toccando le quali si possono rivivere momenti del suo passato. Riesce anche a parlare nella mente delle persone e creare immagini che proietta come una realtà alle sue vittime. Inoltre, riesce ad intrufolarsi nei sogni di Nora, facendoli apparire come vera e propria realtà.
Si innamora di Nora, alla quale fa avance più o meno esplicite, ma la loro storia porterà a risvolti inaspettati. Egli infatti dovrebbe uccidere Nora per diventare umano, poiché lei è erede di Chauncey Langeias. Lavora come cameriere in un ristorante messicano, il Bordeline. Fisicamente è un ragazzo bellissimo e molto attraente: è alto un metro e ottantasette, è un ragazzo muscoloso e magro, ha i capelli ricci neri e penetranti occhi scuri (neri: di un marrone molto molto scuro), ha i lineamenti molto taglienti, italiani e pelle scura come quella di uno spagnolo. La signorina Greene è stata la sua fidanzata.
Chauncey Langeaias (Jules): duca di Langeias e vassallo Nephilim di Patch. Egli presta il suo corpo all'angelo caduto per due settimane all'anno, in modo che l'angelo possa vivere da umano per un po'. Stanco di tutto ciò, Chauncey si reca a Coldwater e con il nome falso di Jules diventa "amico" di Nora, alla quale vuole fare del male per ribellarsi e vendicarsi di Patch. Come tutti i Nephilim è immortale e può parlare nella mente delle persone.
Vee Sky: migliore amica di Nora. È una ragazza solare, bionda, con gli occhi verdi che pensa poco alla scuola e più ai ragazzi. Viene descritta come una ragazza formosa ma non se ne vergogna affatto. Si fa facilmente convincere a fare cose pericolose con poche spiegazioni e spesso i piani più folli messi in atto con l'amica Nora sono ideati proprio da lei. Nel primo romanzo si frequenta con Jules, senza però conoscerne la vera identità.
Lei e Nora riescono a capirsi con un solo sguardo, anche se l'amica non le rivelerà la vera identità di Patch.
Rixon: migliore amico di Patch, anche lui angelo caduto. Cerca di dissuadere l'amico dalla sua idea di voler diventare umano a tutti i costi, che gli sembra folle. Anche se non vanno sempre d'accordo, si conoscono da una vita e sono come fratelli.
Dabria (Signorina Greene): angelo della morte, ex fidanzata di Patch del quale è ancora innamorata. È scesa sulla Terra più volte, anche senza permesso, per convincere Patch a desistere dal suo proposito di tornare umano. Gli comunica anche che salvando una vita umana potrebbe diventare un angelo custode e riacquistare le ali. Vuole uccidere Nora per far sì che Patch torni con lei.
Elliot Saunders: gli occhi e le orecchie di Jules. Il suo compito era diventare amico di Nora e offrire l'occasione giusta a Jules per ucciderla.

## Edizioni in italiano
- Becca Fitzpatrick, Il bacio dell'angelo caduto, traduzione di Loredana Serratore, Milano: Piemme freeway, 2010
- Becca Fitzpatrick, Il bacio dell'angelo caduto: la saga completa, traduzione di Loredana Serratore, Irene Annoni e Valentina Ricci, Milano: Piemme, 2015